# Ogoniok
„Ogoniok” (ros. Огонёк, ‘ognik’) – radziecki i rosyjski tygodnik ilustrowany wydawany od 1899 roku (pierwszy numer ukazał się 21 grudnia 1899) do stycznia 2021 roku. Siedziba gazety znajdowała się w Moskwie.
Zamysłem założyciela periodyku „Ogoniok”, Michaiła Kolcowa, było stworzenie czasopisma konkurencyjnego dla pism tradycyjnych, ówcześnie nazywanych burżuazyjnymi. Redaktor deklarował jednocześnie awangardowość swoich poczynań. Program, treści i przekaz były swoistą próbą stworzenia alternatywnego kanału komunikacji. Siłą miały być rysunki, ilustracje, łatwo przyswajalne teksty. Z czasopismem związana jest tradycja literackiego, półbeletrystycznego dokumentu.
„Ogoniok” jako jedno z nielicznych czasopism rosyjskich przeżył represje polityczne czasów stalinizmu.
Tygodnik był współwydawcą serii książek „Narodnaja biblioteka «Ogońka»”.
Najpopularniejszymi autorami tygodnika byli Dmitrij Bykow, Dmitrij Gubin, Dmitrij Sabow.
W grudniu 2020 ogłoszono, że pismo nie będzie dłużej wydawane w wersji papierowej.